# 愤怒鸟大作戰
《憤怒鳥大作戰》是一款由Rovio娛樂和Kiteretsu Inc.開發的三消對戰遊戲，是憤怒鳥系列的第11款遊戲。玩家一對一對戰，透過消除相同的小鳥，獲得能量，擊敗對手。遊戲於2015年上架，於2017年下架並關閉伺服器。

## 來源
1. ↑  KITERETSU, Inc. （页面存档备份，存于） Retrieved 16 June 2015.
2. 1 2  . Forbes.   [2022-09-10]. （原始内容存档于2017-07-29）.
3. ↑  Vincent, James. . The Verge. 2015-06-11  [2021-06-22]. （原始内容存档于2022-09-10） （英语）.